# ادوارد بلامی
 ادوارد بلامی (انگلیسی: Edward Bellamy؛ ۲۶ مارس ۱۸۵۰ – ۲۲ مهٔ ۱۸۹۸) یک پدیدآور اهل ایالات متحده آمریکا بود.